# Gößgraben (Gleinalpe)
Der Gößgraben (auch: Gössgraben) ist ein Kerbtal am nordwestlichen Ende der Gleinalpe. Der Graben gabelt sich in Groß-Gößgraben und Klein-Gößgraben. Die über beide Gräben verteilten Streusiedlungen bilden als Gößgraben-Göß eine Katastralgemeinde von Leoben.

## Lage und Umgebung
Der Gößgraben ist ein Seitental des Oberen Murtals. Er führt vom Leobener Stadtteil Göss (genauer: der Ortslage Kaltenbrunn an dessen Ostende) nach Südosten bis an den Hauptkamm der Gleinalpe. Aus dem Tal fließt der Gößbach, der eine Reihe kleinerer und kleinster Gewässer in sich vereinigt. Am Taleingang befindet sich das denkmalgeschützte Schloss Thalhof, einige hundert Meter weiter taleinwärts die ebenfalls denkmalgeschützte Kapelle Maria Kaltenbrunn. Rund zwei Kilometer nach dem Taleingang gabelt sich der Gößgraben an einem niedrigen Bergrücken namens Mitteregg in zwei Äste mit den offiziellen Namen Groß-Gößgraben und Klein-Gößgraben. Östlich des Mittereggs liegen die westlichen Ausläufer der Hochalpe (Hühnerkogel, Wetterkogel) zwischen den beiden Gräben. Auch der Gößbach gabelt sich in Großer Gößbach und Kleiner Gößbach.
Erst an dieser Gabelung beginnt die Katastralgemeinde Gößgraben-Göß, die beide Gräben umfasst. Sie ist dünn besiedelt, nimmt mit einer Fläche von 31,38 km² aber rund 30 % des Leobener Stadtgebietes (ca. 108 km²) ein.

### Groß-Gößgraben
Der Groß-Gößgraben ist der südliche Teilast der Gößgrabens. Er läuft ab der Gabelung am Mitteregg rund 7,5 km leicht gewunden nach Südosten bis zum Almwirtsattel, was ihm als Teil des sogenannten Diebsweges in der Vergangenheit besondere verkehrstechnische Bedeutung verschaffte (siehe dazu im Artikel zum Almwirtsattel). Der Graben endet jedoch nicht am Almwirtsattel, sondern schwingt dort in einem rund 1,5 km langen Endstück nach Südwesten bis zum Pöllasattel um.

### Klein-Gößgraben
Dieser nördliche Teilast des Gößgrabens führt ab der Gabelung am Mitteregg für rund 6 km zwischen der Hochalm im Süden und der gemächlich nach Westen abfallenden Mugel im Norden bis zum Trasattel. Auch auf diesem Weg kann die Gleinalm via Eisenpass durchquert werden, doch bedeutet diese Strecke weniger Wegersparnis und mehr Höhenmeter als der Weg durch den Großen Gößgraben.

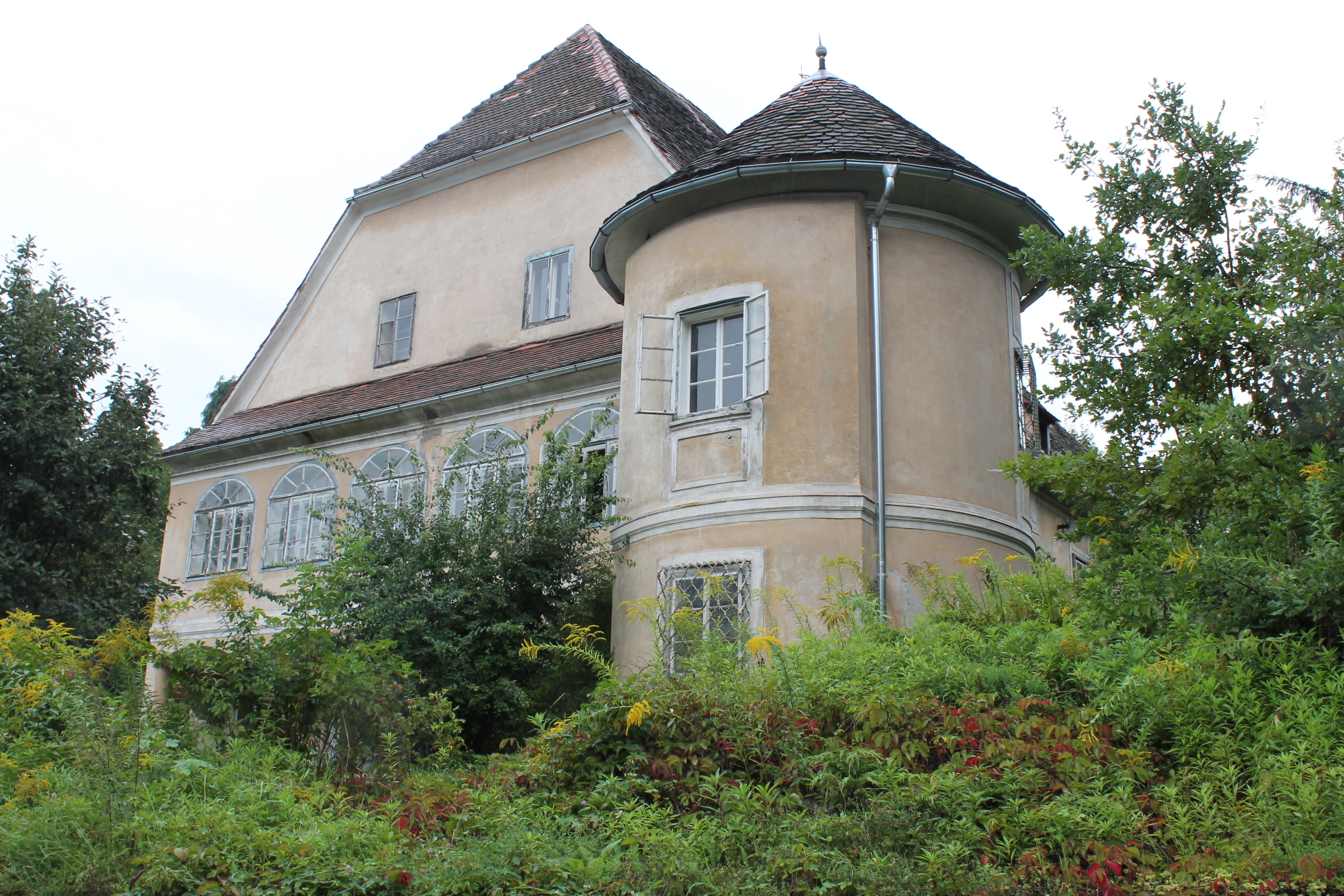
Schloss Thalhof
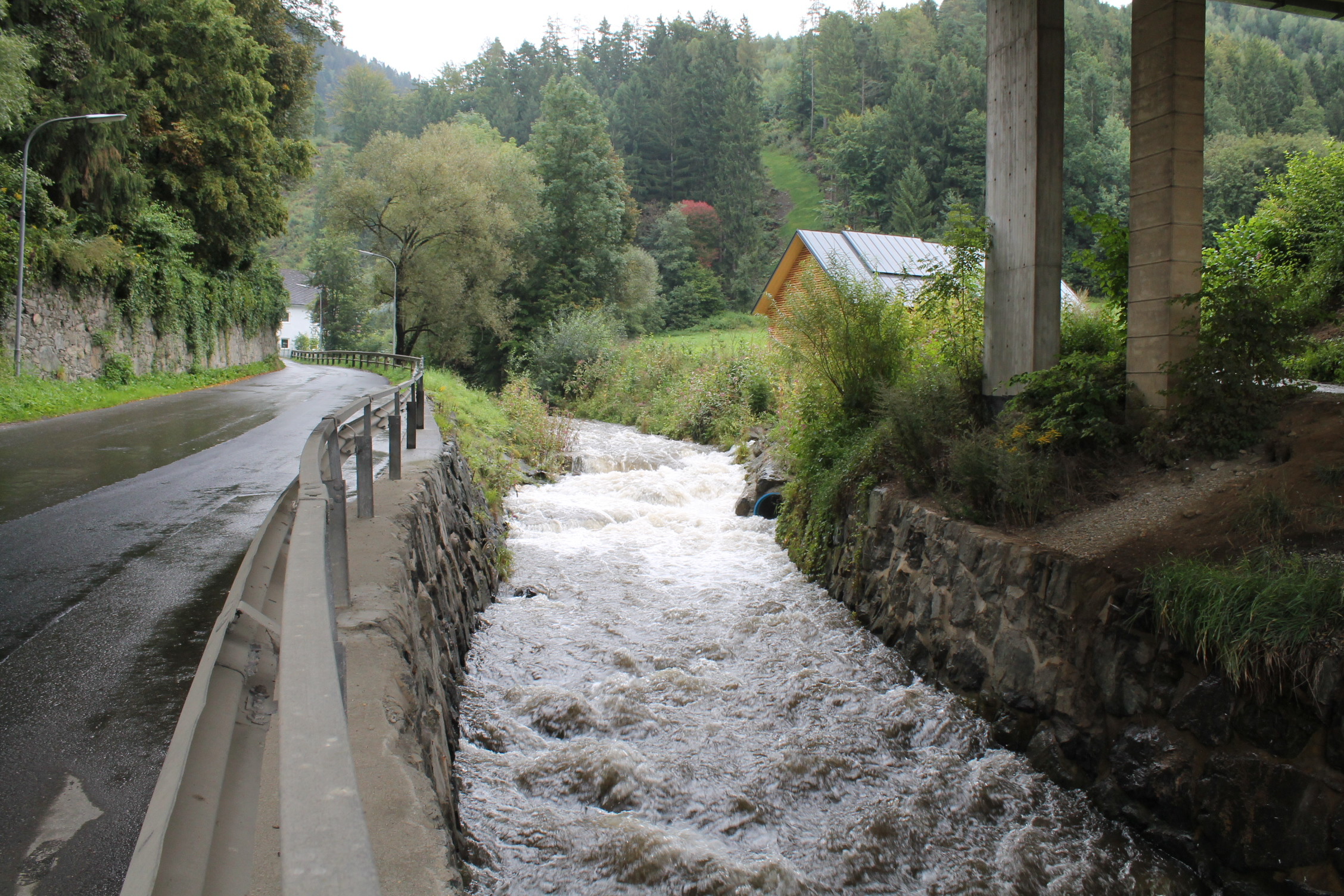
Der Gößbach am Ausgang des Gößgrabens.
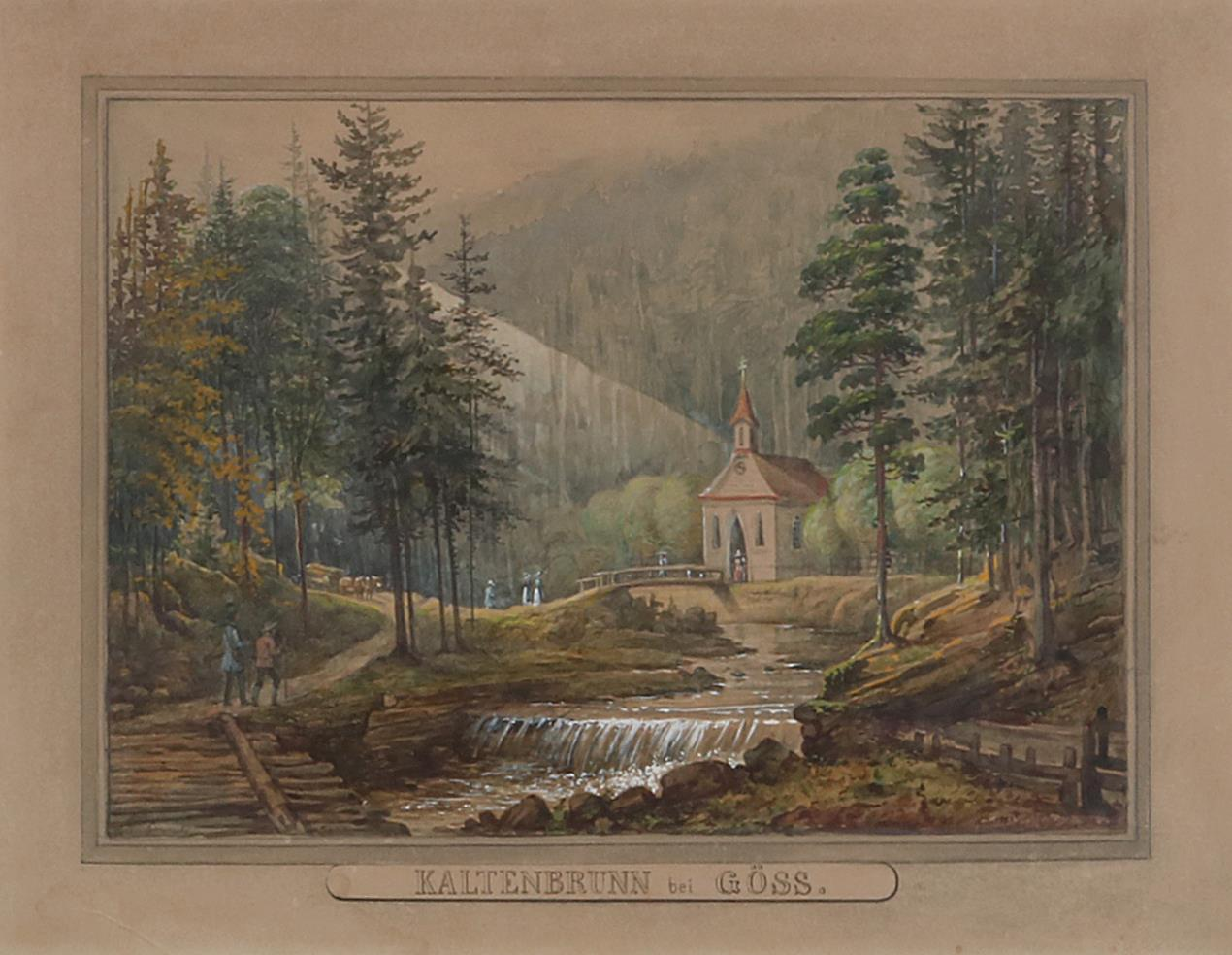
Maria Kaltenbrunn im Gößgraben Mitte des 19. Jahrhunderts.
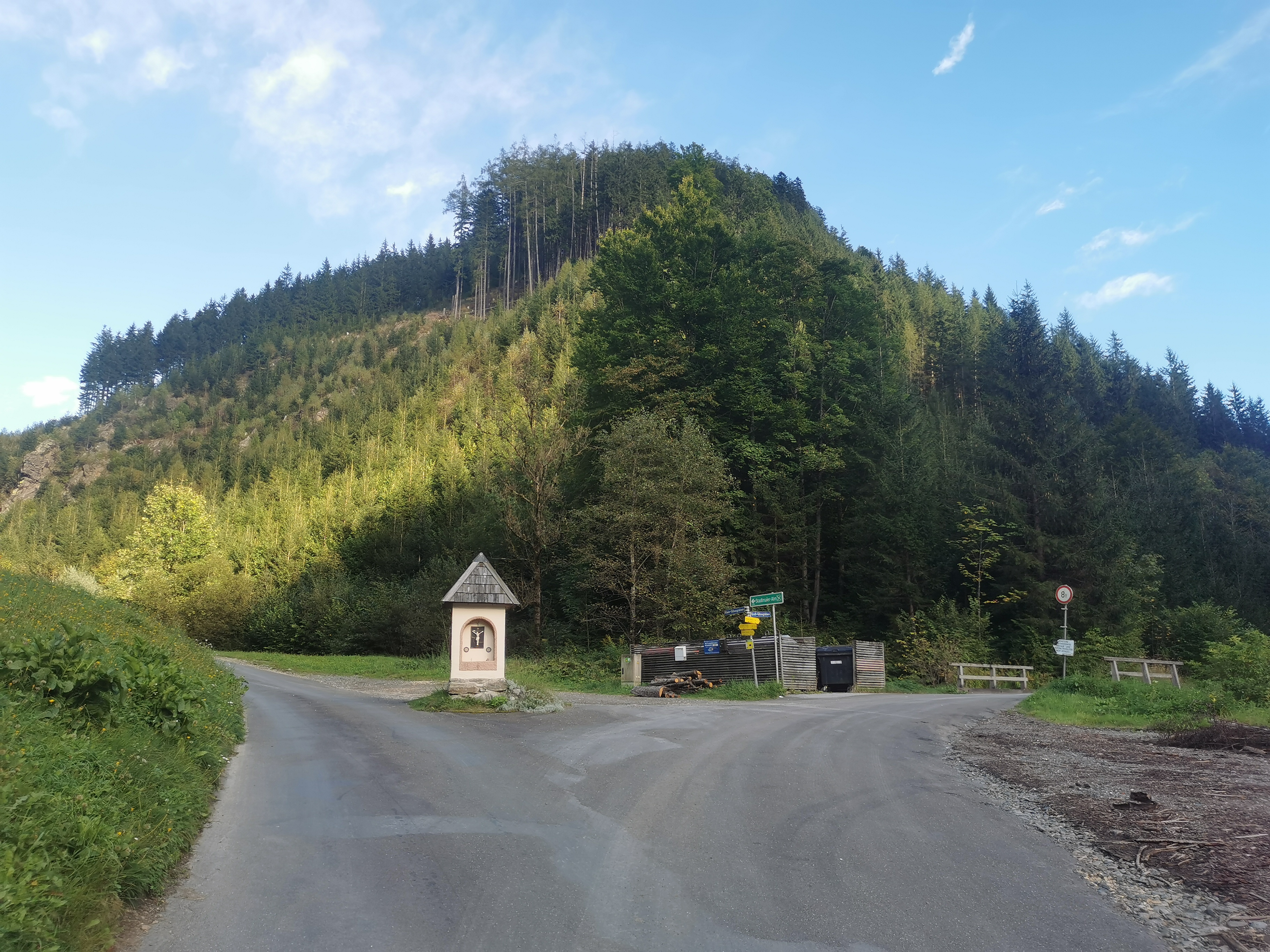
Gabelung des Gößgrabens am Mitteregg, links Klein-Gößgraben, rechts Groß-Gößgraben.
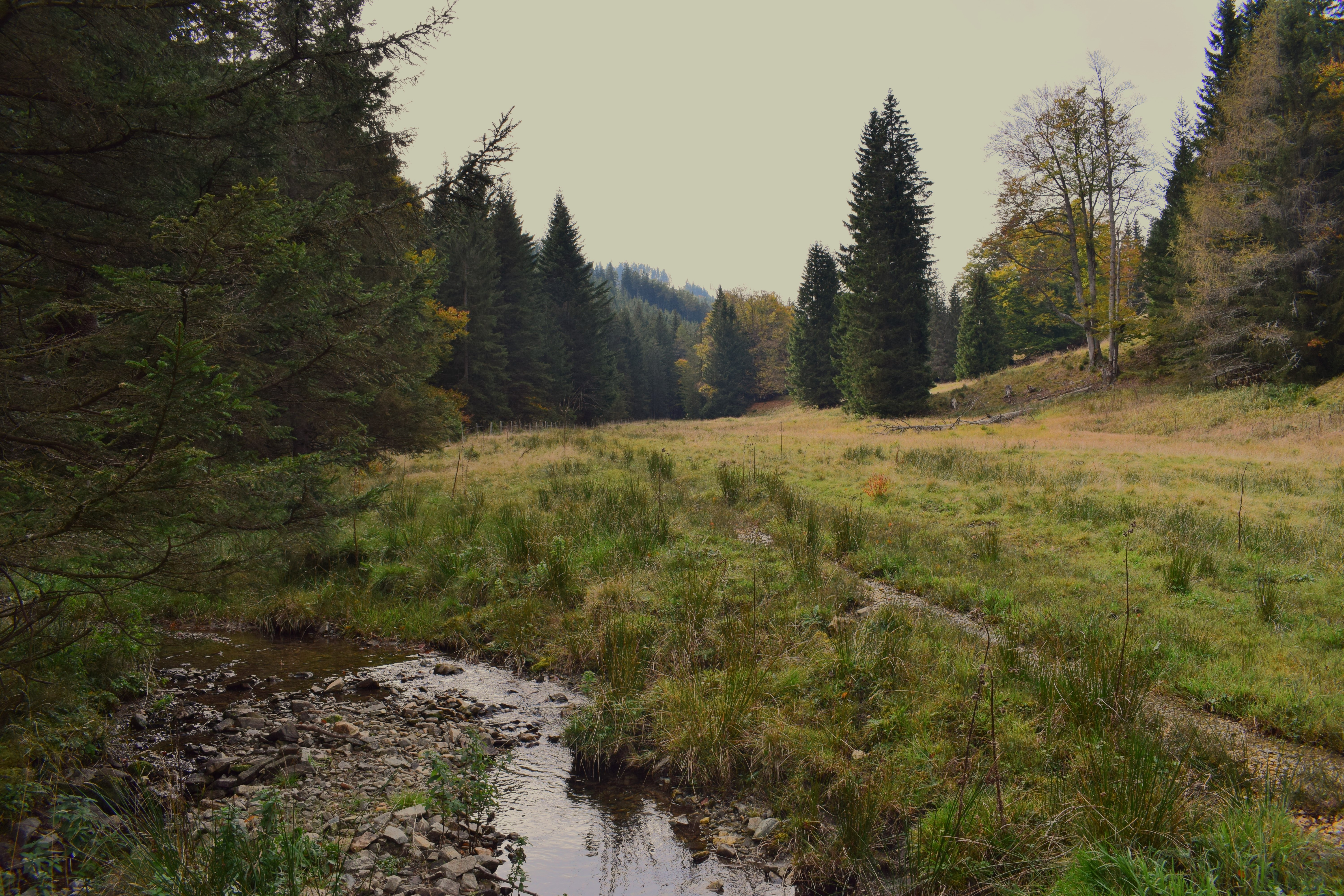
Talgrund am oberen Ende des Groß-Gößgrabens mit jungem Gößbach. Links hinten der Pöllasattel.